# Macina

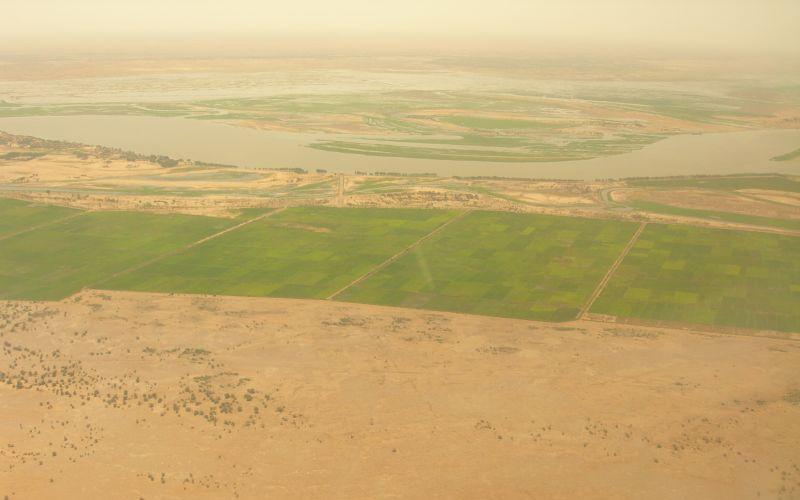
Widok lotniczy pól uprawnych na równinie Macina, w oddali rzeka Niger

Macina – równina w Afryce Zachodniej na terytorium państwa Mali. Obejmuje tereny zalewowe rzeki Niger na odcinku od miasta Sansanding do Bamby. Wody Nigru zasilane są w tym miejscu również przez rzekę Bani. Niger tworzy tu wewnętrzną deltę, dzieląc się na liczne odnogi, które łączą się potem z powrotem w jedno koryto. W porze deszczowej część terenów równiny Macina zalewana jest wodą, a Niger staje się wtedy na powrót jedną rzeką, której szerokość sięga w tym miejscu nawet 150 kilometrów. Również w porze suchej część Maciny zajmują bagna i rozlewiska.
Jest to ważny region rolniczy. Uprawia się ryż, sezam, pszenicę i orzeszki ziemne. Od czasu budowy zapory w Sansandingu nawadnianych jest wiele terenów, które historycznie nie nadawały się pod uprawę. 
W przeszłości tereny te były wewnętrznym morzem, do którego uchodziły rzeki Niger i Bani. Pozostałością tego zbiornika wodnego są dzisiejsze jeziora Débo, Korarou, Niangay i inne. Z biegiem czasu wewnętrzne morze rozrosło się na tyle, że jego wody znalazły ujście i połączyły się z inną rzeką, która stanowi obecnie pozostały odcinek Nigru aż do jego ujścia.